# 巴尔德赛姆
巴尔德赛姆（法語：Baldersheim，法語發音：[baldəʁsaim] ⓘ）是法国上莱茵省的一个市镇，属于米卢斯区。

## 地理
巴尔德赛姆（47°48'1"N, 7°22'49"E）面积12.76 平方千米，位于法国大東部大區上莱茵省，该省份为法国东部内陆省份，是阿尔萨斯的一部分，今与下莱茵省组成了阿尔萨斯欧洲集体，其北临下莱茵省，西接孚日省，西南接贝尔福地区省，东侧沿莱茵河与德国相望，南与瑞士接壤。
与巴尔德赛姆接壤的市镇（或旧市镇、城区）包括：巴特奈姆、吕利赛姆、维特奈姆、奥特马赛姆、索赛姆、翁堡。
巴尔德赛姆的时区为UTC+01:00、UTC+02:00（夏令时）。

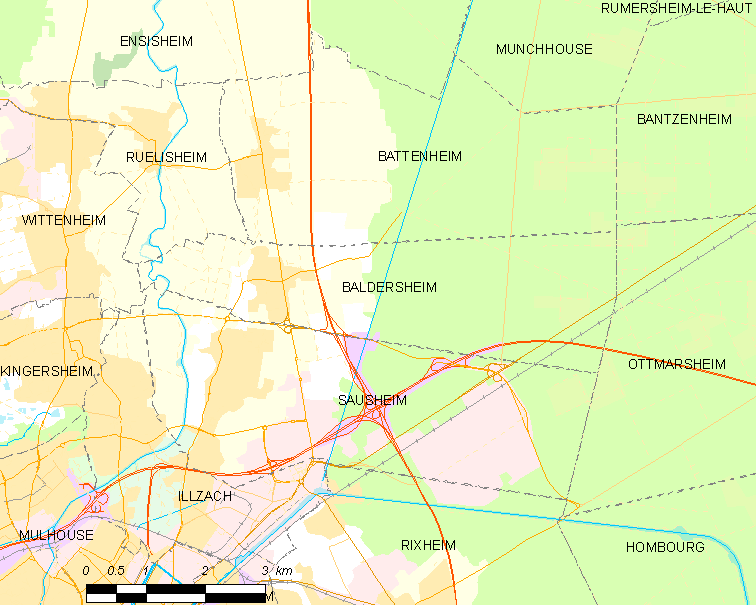
巴尔德赛姆的OSM定位图

## 行政
巴尔德赛姆的邮政编码为68390，INSEE市镇编码为68015。

## 政治
巴尔德赛姆所属的省级选区为里克赛姆县。

## 人口

1962-2008年间巴尔德赛姆人口变化图示

巴尔德赛姆于2022年1月1日时的人口数量为2577人。